# 생활건강TV
생활건강TV(生活健康TV)는 대한민국의 케이블 TV 채널이었다. 1995년 교육 채널 다솜방송으로 설립되어 1999년 9월 6일 생활건강 전문 채널 의료건강 26으로 변경되었다가 2003년에 생활건강TV로 바뀌었다. 2015년 11월 14일 애니메이션 채널 부메랑으로 변경되었다.